# Gilbert Sinoué
Gilbert Sinoué (Cairo, 18 de Fevereiro de 1947) é um escritor francês. Filho de pai egípcio e de mãe grega. Depois de acabar os seus estudos nos Jesuítas, deixou o Egipto. Foi trabalhar para o jornal francófono, parte para Beirute e chega a Paris em 1968. Também gravou discos e deu aulas de guitarra. Até chegou a participar no festival de Spa. 
Ele escreveu muitos romances de sucesso, entre quais: 
Avicena, o Livro de Safira
O Menino de Bruges
Akhenaton - O Deus Maldito